# 趙談
趙談（?—?），或稱趙同（司馬遷的父親為司馬談，史記中為了避諱故作趙同），是西漢時代的一名宦官。

## 生平
趙談得到漢文帝的寵幸，漢文帝白天與趙談同車，晚上則與趙談同床，大臣袁盎為此在兩人同車時向文帝進諌，於是趙談邊哭邊下車。

## 延伸阅读
```
[
在维基数据
编
辑
]
```

 《史記/卷125》，出自司馬遷《史記》
 《漢書/卷093》，出自班固《漢書》